# ويلهلم كيمبف
ويلهلم كيمبف (بالألمانية: Wilhelm Kempff)‏ (و. 1895 – 1991 م) هو ملحن، وعازف بيانو، وعالم موسيقى، وأستاذ جامعي من ألمانيا. ولد في يوتربورغ.
توفي في بوسيتانو، عن عمر يناهز 96 عاماً.

## جوائز
حصل على جوائز منها:
- النيشان البافاري الماكسيميلياني للعلوم والفن.

## روابط خارجية
- ويلهلم كيمبف على موقع IMDb (الإنجليزية)
- ويلهلم كيمبف على موقع الموسوعة البريطانية (الإنجليزية)
- ويلهلم كيمبف على موقع مونزينجر (الألمانية)
- ويلهلم كيمبف على موقع ميوزك برينز (الإنجليزية)
- ويلهلم كيمبف على موقع أول ميوزيك (الإنجليزية)
- ويلهلم كيمبف على موقع ديسكوغز (الإنجليزية)